# Subprefectura de Hachijō
La Subprefectura de Hachijō (八丈支庁, Hachijô-shichô) és una subprefectura de Tòquio, a la regió de Kanto, Japó. La subprefectura és responsabilitat del Departament d'Afers Generals del Govern Metropolità de Tòquio. La subprefectura inclou una sèrie d'illes habitades i de rocs a l'arxipèlag d'Izu.

## Geografia
La subprefectura, tot i que depenent de Tòquio i, per tant, pertanyent nominalment a la regió de Kanto, es troba molt més al sud i lluny del Tòquio metropolità. Totes les illes i formacions rocoses compreses dins de la subprefectura corresponen a les illes Izu. L'illa més propera, Hachijô, es troba a vora 287 quilòmetres al sud de Tòquio i la més llunyana, la roca de Sôfu Gan, està a vora 650 quilòmetres al sud de les costes metropolitanes.

### Municipis
| |          |          |          |
| \| Municipi \| Població \| Extensió \| Densitat \| \| --------- \| -------- \| -------- \| -------- \| \| Aogashima \| 173 \| 5,96 \| 29 \| \| Hachijō \| 7.052 \| 72,23 \| 97,6 \| \| Total \| 7.225 \| 78,19 \| ??? \| |          |          |          |
| Municipi | Població | Extensió | Densitat |
| Aogashima | 173      | 5,96     | 29       |
| Hachijō | 7.052    | 72,23    | 97,6     |
| Total | 7.225    | 78,19    | ???      |

### Illes
- Illa de Hachijō
- Hachijō-kojima
- Aogashima
- Rocs Bayonnaise
- Illa Sumisu
- Torishima
- Sōfu Gan

De totes aquestes illes i rocs, les úniques actualment habitades són Hachijô i Aogashima, les quals contenen els municipis del mateix nom.

## Història
L'1 de juliol de 1926 es va crear l'actual subprefectura de Hachijô. El 1939 finalitzà la construcció d'una seu per a la institució, consistent en un edifici de fusta d'un pis. El 26 d'abril de 1971, la seu de la institució s'estableix en la situació actual amb un nou i modern edifici de formigó de tres pisos i un soterrani.